# Magnus Schlichting

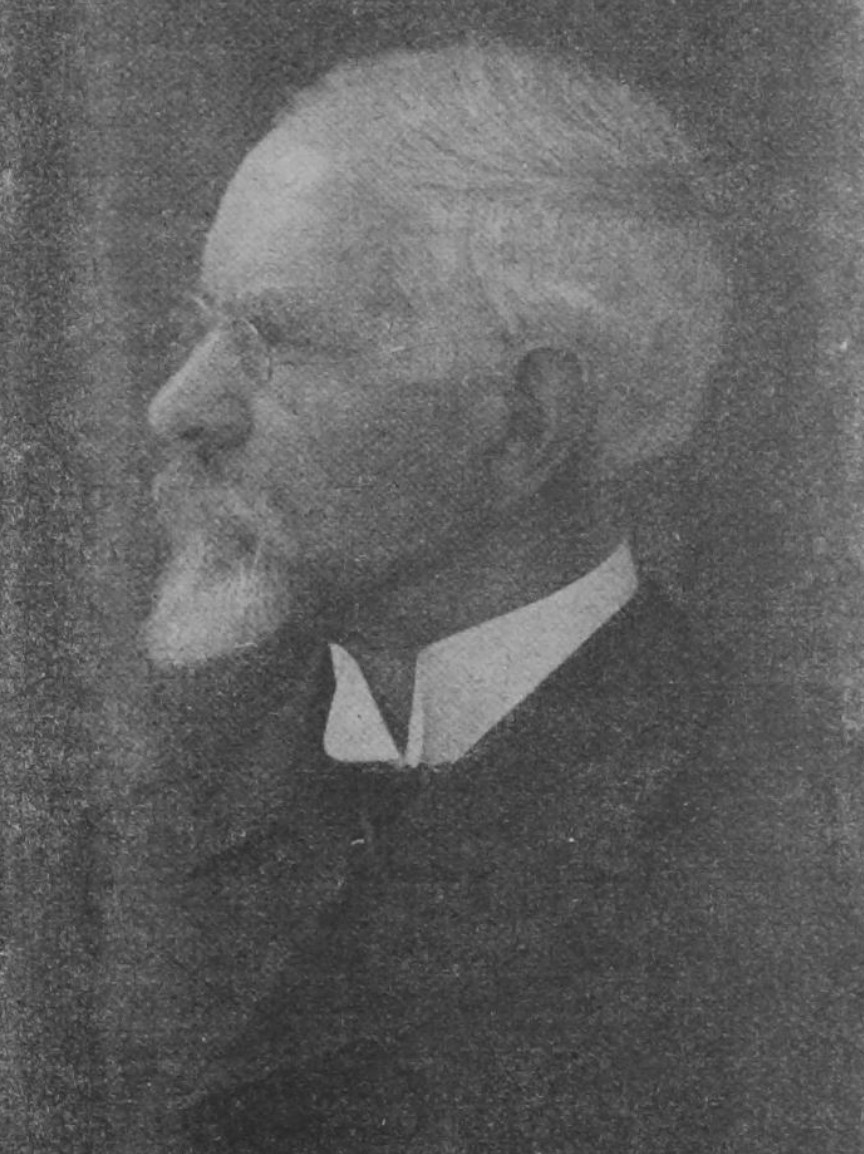
Magnus Schlichting

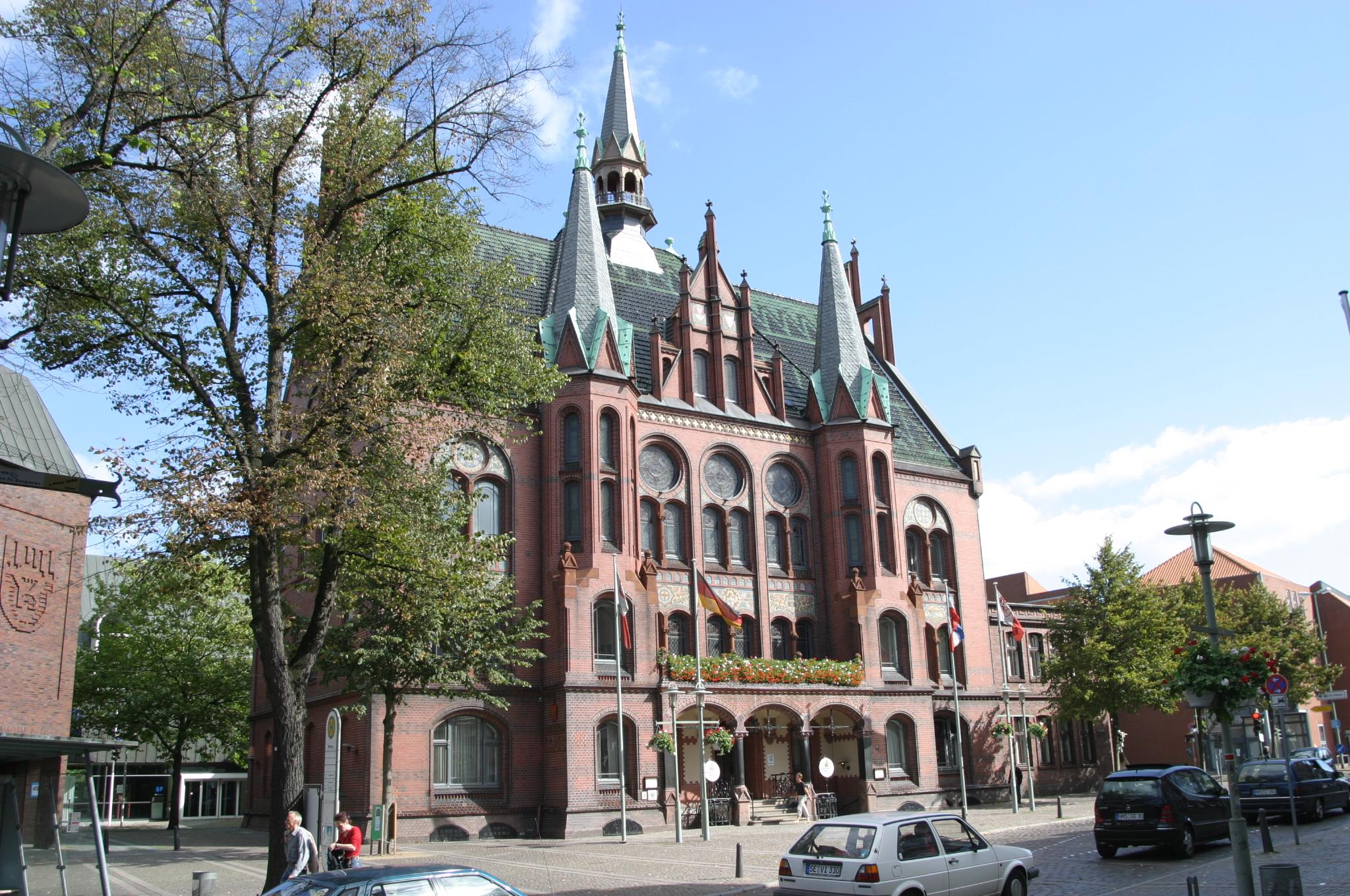
Altes Rathaus in Neumünster, 2003

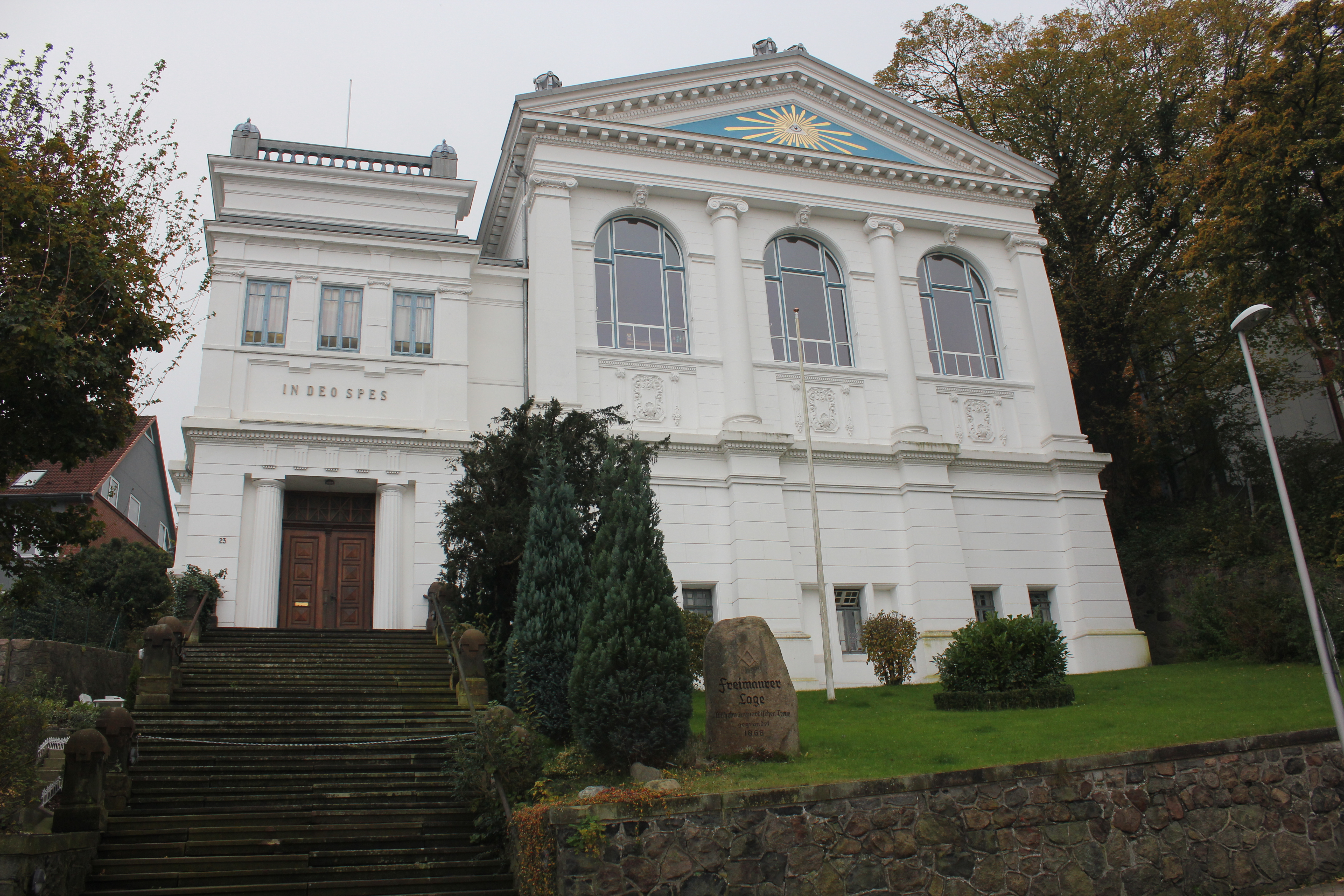
Das Logenhaus Flensburgs, 2011

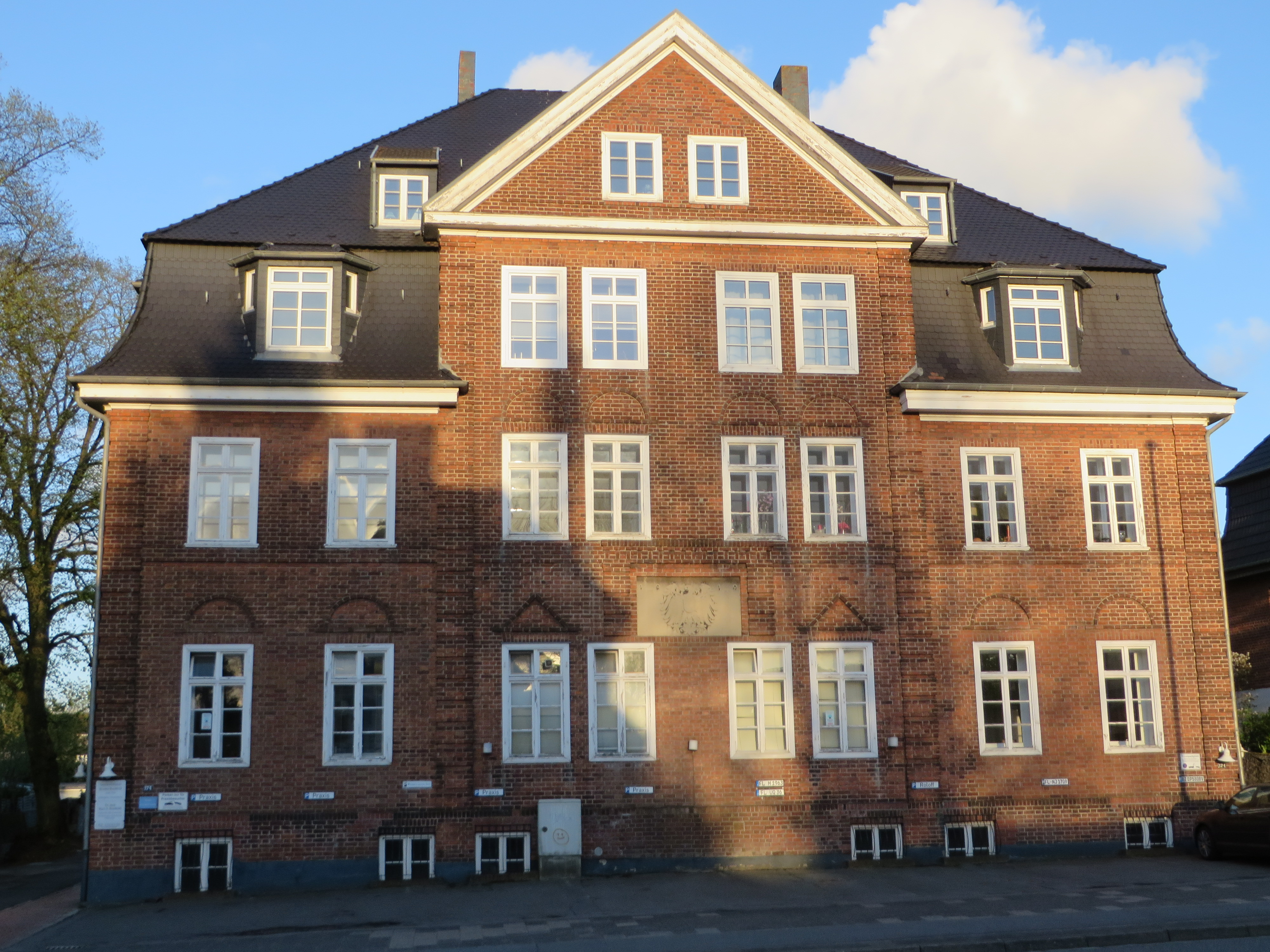
Kaiserliche Post in Flensburg-Mürwik, 2015

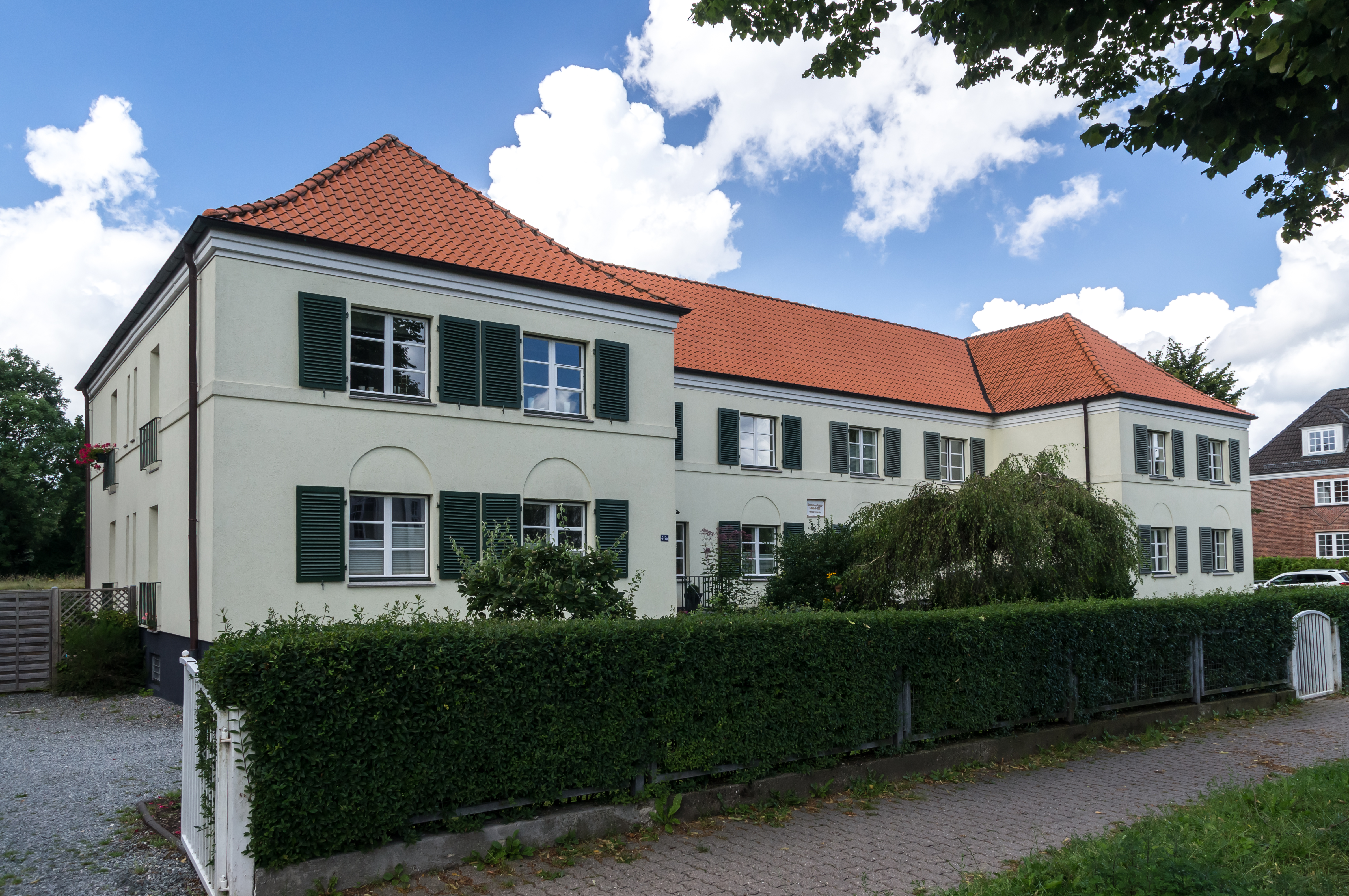
Das Heinrich- und Minna-Schuldt-Stift, 2012

Magnus Schlichting (* 27. Dezember 1850 in Neustadt in Holstein; † 27. März 1919 in Flensburg) war ein deutscher Architekt, der insbesondere in Neumünster und Flensburg tätig war.

## Leben und Schaffen
Magnus Schlichtings Vater war Maurermeister in Neustadt an der Ostsee. Seine Mutter entstammte einer Lehrerfamilie. Insgesamt hatte Magnus Schlichting vier Geschwister. Er absolvierte zusammen mit seinem älteren Bruder Gustav Schlichting drei praktische Lehrjahre als Maurer, in denen sie an der Baugewerkschule in Eckernförde theoretischen Unterricht nahmen. Magnus Schlichting arbeitete danach in Hamburg, Kassel und Berlin. Sein Bruder Gustav blieb übrigens in Berlin und gründete dort später mit dem Architekten Alfred Schulz zusammen das Architekturbüro Schulz & Schlichting. Im Anschluss arbeitete Magnus Schlichting in Kiel unter dem Bauinspektor Krüger. 1877 arbeitete er beim Ausbau der Marschbahn in Glückstadt mit. 1880 wurde bewarb er sich erfolgreich um die Stelle eines  Stadtbaumeister in Neumünster. Unter ihm wurde dort die Holstenstraße angelegt. Neben mehreren Privathäusern war er dort verantwortlich für die Errichtung des Zeitungsgebäudes des Holsteinischen Couriers. In dieser Zeit nahm er außerdem auch Architektenaufträge in Marne, Hohenwestedt, Rendsburg und Tönning an. 1898–1900 entstand in Neumünster das Rathaus nach seinen Plänen. Bis zum Anfang des 20. Jahrhunderts war Magnus Schlichting als Stadtbaumeister in Neumünster tätig.
In den Jahren 1901–1903 wurde erstmals ein Architekturentwurf Schlichtings in Flensburg realisiert, nämlich das Logenhaus Flensburg im Nordergraben 23. Schlichting selbst war ein Logenbruder. Er siedelte nach Flensburg über. Als 1904 in Flensburg die Nikolaistraße als Straßenverbindung zum Holm angelegt wurde, wurde auch die südliche Fassade des 1880 errichteten Wohn- und Geschäftshauses Holm 27 dekorativ gestaltet. Besagte Gestaltung erfolgte durch Magnus Schlichting, welcher sich an der schon existierenden Fassade zum Holm orientierte. Zeitgleich wurde das benachbarte Wohn- und Geschäftshaus Nikolaistraße 3 nach einem Entwurf von Magnus Schlichting errichtet. In den Jahren 1904/05 wurde auch das viergeschossige Wohn- und Geschäftshaus Holm 53 nach Plänen Schlichtings gebaut. 1906 gestaltete Schlichting in der Flensburger Innenstadt den Eingang zum Geschäftsgebäudekomplex von Hans Jürgensen, Holm 1/3 neu. Zusammen mit dem Flensburger Architekten Anton Meyer realisierte er 1907 zudem den Neubau des viergeschossigen Wohn- und Geschäftshauses Holm 38. Ein weiteres viergeschossiges Wohn- und Geschäftshaus in Norderstraße 27/29 wurde 1908 nach Schlichtings Plänen realisiert. All diese Wohn- und Geschäftshäuser in der Flensburger Innenstadt realisierte Schlichting offensichtlich stets mit einer Putzfassade, was auch typisch für seine übrigen Gebäudeentwürfe war. Des Weiteren erweiterte Schlichting im Jahr 1905 baulich die Gruft Lassen, eine unterirdische Gruftanlage auf dem Mühlenfriedhof der Stadt Flensburg. Beim Architektenwettbewerb, für den geplanten Bau der Anscharkirche in Neumünster reichte Schlichting 1909 im Übrigen Baupläne ein, mit denen er den zweiten Platz gewann. Seine Kirchenbaupläne wurden in Folge nicht realisiert. Auch in der näheren Umgebung Flensburgs betätigte sich Schlichting als Architekt. Von ihm stammen verschiedene Häuser in Sonderburg, ein Bankgebäude und zwei Hotels in Schleswig, ein Landhaus in Grödersby an der Schlei, eine Apotheke in Süderbrarup, eine Bank in Apenrade, verschiedene Hotels in Wyk auf Föhr sowie Strandanlagen in Westerland auf Sylt. Sein letztes Bauprojekt das Heinrich- und Minna-Schuldt-Stift wurde erst nach seinem Tod fertiggestellt.
Magnus Schlichtings Frau starb offenbar vor ihm. Einer seiner Söhne, der den Beruf seines Vaters gewählt hatte, verstarb frühzeitig. Seine älteste Tochter heiratete einen Oberlehrer namens Dr. Schmidt und bekam mindestens ein Kind. Im September 1918 erkrankte Schlichting an einer Grippe, welche zu einem langwierigen Leiden führte. Am 27. März des Folgejahres verstarb er. Am Montag, den 31. März 1919 wurde Magnus Schlichting auf dem Mühlenfriedhof beigesetzt. Er hinterließ zwei Töchter sowie zwei Söhne, die sich ebenfalls im Beruf des Vaters betätigten.

## Werke
- 1898–1900: Rathaus in Neumünster[15]
- um 1900: Alte Westbank, ehemaliges Bankgebäude der Westholsteinischen Bank in der Breiten Straße 36 in Itzehoe (siehe dort)[16]
- 1901–1903: Logenhaus Flensburg[17]
- 1904: Wohn- und Geschäftshaus Nikolaistraße 3[8]
- 1904/05: Viergeschossiges Wohn- und Geschäftshaus Holm 53[9]
- 1907: Viergeschossiges Wohn- und Geschäftshaus Holm 38 zusammen mit Anton Meyer[11]
- 1908: Viergeschossiges Wohn- und Geschäftshaus Norderstraße 27/29[13]
- 1910: Kaiserliche Post in Flensburg-Mürwik
- 1910/11: Wohnstift der Firma C. C. Christiansen[18]
- 1911: Wohnhaus, Stuhrsallee 35[19]
- 1911: Villa, Turnerberg 14[18]
- 1920/21: Heinrich- und Minna-Schuldt-Stift, zusammen mit dem Architekten Guido Widmann (postum realisiert)[20]